# 弾道
弾道（だんどう）は、銃弾や砲弾が発射された瞬間から弾着する瞬間までに辿る経路の事である。
本項目では自由落下を伴い誘導制御されない弾道についてのみ記述する。

## 概要

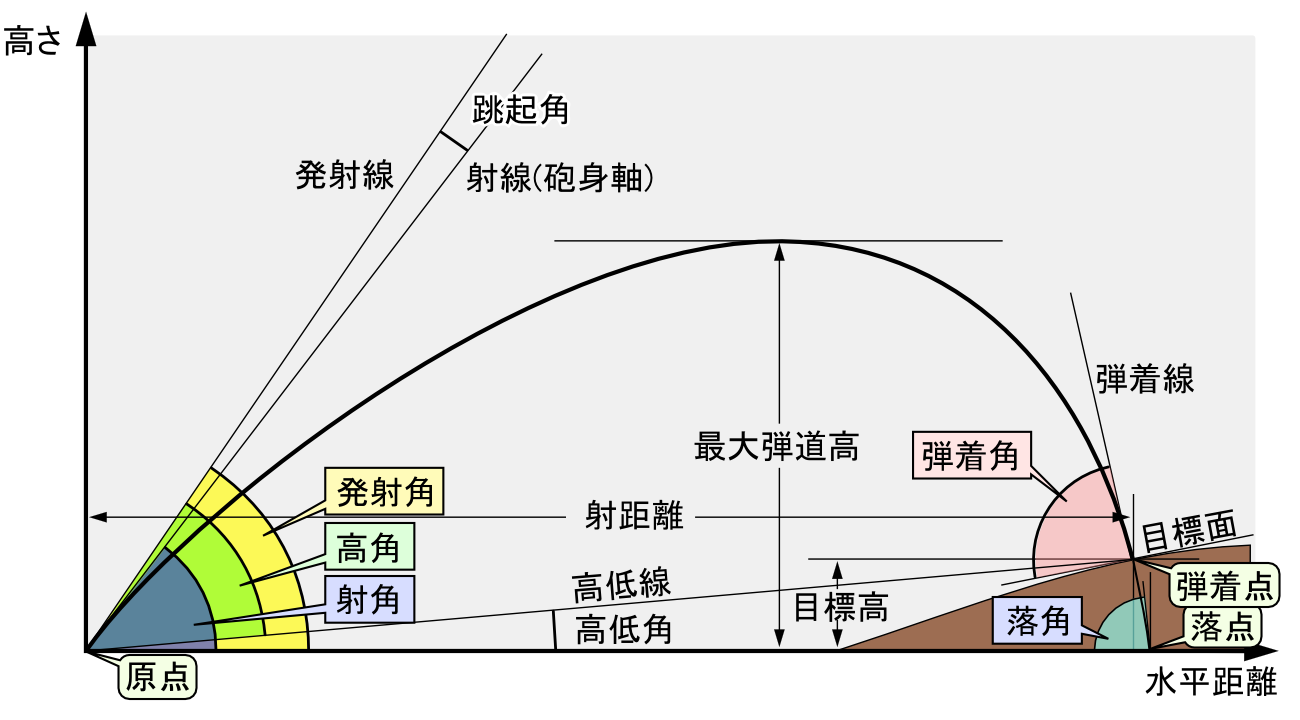
弾道にまつわる名称

弾道は、発射点と弾着点の間に銃砲弾が描く道であり、放たれた弾はおおむね放物線を描きながら空気抵抗を受けることで主に水平速度を失いながら進む。また、発射時の速度や角度・重量が同じでも、弾体形状やその姿勢変化・風・空気密度の影響を受けて弾道は変化する。弾道を専門に扱う学問に弾道学がある。
弾道ミサイルの飛翔経路も弾道と呼ばれ、ロケット砲の弾の飛翔も弾道と呼ばれることがあるが、推進力を得ている間や誘導によって操舵される間の飛翔は一般的な弾道とは異なる。また弾道ミサイルの弾頭のように地球規模で長距離を飛行する場合、一定の重力が真下に向かって働くのではなく、高度によって変化する重力が地心に向かって働くため、放物線軌道ではなく楕円軌道となる。

## 角度

### 発射角
発射の瞬間に放たれる砲弾の運動方向と水平面とが成す角度を発射角と言う。

### 曲射と平射
曲射弾道
砲弾が大角度で発射され、斜方投射される弾道である。斜方投射された砲弾は目標に向けて自由落下運動するため、砲弾の弾着速度は発射時の砲口初速とそれほど関係なくなり、自由落下速度に近くなる。着弾までの時間が長い。発射時の角度が45度以下を「擲射弾道」（てきしゃだんどう）として、曲射弾道と平射弾道の中間とする事もある。
平射弾道
弾道が直線に近く、着弾までの時間が短い。「直射」や「低伸弾道」とも呼ばれる。
曲射弾道を取るものは一般に曲射砲と呼ばれ、榴弾砲や迫撃砲といった砲弾自身が爆裂する榴弾を遠方に投射する火砲がこれに分類される。平射弾道を取るものは、戦車砲や銃器などの点目標を直接照準する銃器や火砲が多い。平射であっても銃砲弾は放物線を描いて下方へ落ちながら進み、その物理的挙動は曲射弾道となんら変わらない。

### 高射界と低射界
曲射砲は、概ね45度の発射角で射距離が最大になるが、砲弾の落下エネルギーで硬目標を貫通させるためや爆風破片効果のおよぶ範囲を円形に近づけるため、陣地変換までの時間的余裕を稼ぐため、などで意図的に45度以上の大角度で発射することで砲弾をより高い位置から落下させることがある。これを高射界射撃と呼ぶ。曲射砲は多くの場合、45度以下の発射角で発射しており、装薬と発射角で射距離を調整するが、これを低射界射撃と呼ぶ。低射界射撃は発射から弾着までの時間や経路が比較的短いので空中で受ける弾道の擾乱の影響が少なくなると期待され、砲撃目標が移動する可能性も減じられる。低射界射撃では弾着点での加害範囲が最適化できないが、時限信管を使わない高射界射撃では多くの場合加害力がさらに減じられる。

## 小銃弾道の低落量の簡易計算表
弾道低落量=1/2重力加速度×秒数の2乗×空気抵抗の係数1.3で求められる。初速750m/s銃弾の概算の弾道低落量を下記に記す。
| 直線距離 | 弾着時間 | 弾道低落量 |
| 200m     | 0.27秒   | 0.43m      |
| 500m     | 0.67秒   | 2.85m      |
| 750m     | 約1秒    | 6.44m      |
| 1500m    | 約2秒    | 25.7m      |